# Roman Wrocławski
Roman Wrocławski (* 13. Juli 1955 in Piotrków Trybunalski) ist ein ehemaliger polnischer Ringer. Er war Weltmeister 1982 im griechisch-römischen Stil im Schwergewicht.

## Werdegang
Roman Wrocławski begann als Jugendlicher beim Sportclub KS „Wisłoka“ Dębica, einem Verein, der damals zu den führenden Ringervereinen Polens zählte und dem auch die Weltmeister Kazimierz und Józef Lipień angehörten. Er konzentrierte sich dabei voll auf den griechisch-römischen Stil.
Schon als Junior zeigte er seine hervorragende Veranlagung. So belegte im Jahre 1974 bei der Junioren-Europameisterschaft im finnischen Haparanda im Halbschwergewicht den 5. Platz und gewann ein Jahr später bei der Junioren-Weltmeisterschaft in Chaskowo im Halbschwergewicht sogar die Bronzemedaille.
Bei den Senioren hatte er in Polen in jenen Jahren in seiner Gewichtsklasse in den Weltklasseringern Czesław Kwieciński, Roman Bierla u. Andrzej Skrzydlewski harte Konkurrenten. Er wurde aber trotzdem schon ab 1976 bei internationalen Meisterschaften eingesetzt. 1976 war er bei der Europameisterschaft in Leningrad im Halbschwergewicht am Start. Dort siegte er aber nur über den Rumänen Petre Dicu und belegte nach einer Niederlage gegen Weltmeister Frank Andersson aus Schweden nur den 9. Platz.
Sehr viel besser schnitt er schon bei der Europameisterschaft 1977 in Bursa ab. Ihm gelangen dort drei Siege, u. a. gewann er über Hans-Günter Klein aus der BRD. Gegen Airapet Minassjan aus der UdSSR und gegen Frank Andersson konnte er aber noch nicht bestehen und kam, nachdem er gegen diese beiden Ringer verloren hatte, im Halbschwergewicht auf den 4. Platz.
Schwächer schnitt Roman Wrocławski dann bei der Europameisterschaft 1979 in Bukarest und bei der Europameisterschaft 1981 in Göteborg ab. Er belegte bei diesen Meisterschaften im Halbschwergewicht bzw. Schwergewicht die Plätze fünf und sieben. Bei den Olympischen Spielen 1980 in Moskau kam er nicht zum Einsatz.
Die erste Medaille bei einer internationalen Meisterschaft der Senioren gewann Roman Wrocławski dann bei der Weltmeisterschaft 1981 in Oslo. Im Schwergewicht siegte er dort u. a. über den Schweden Christer Gulldén und den Bulgaren Andrej Dimitrow. Er verlor gegen Tamás Gáspár aus Ungarn und Greg Gibson aus den USA und gewann damit die WM-Bronzemedaille.
Im Jahr 1982 konzentrierte sich Roman Wrocławski voll auf die Weltmeisterschaft in Kattowitz. Dies zahlte sich aus, denn er gewann dort mit fünf Siegen über durchwegs schwere Gegner den Weltmeistertitel im Schwergewicht. Er besiegte nacheinander Vasile Andrei, Rumänien, Andrej Dimitrow, Nikolai Inkow aus der UdSSR, Josef Tertelj aus Jugoslawien und Vladimir Bojko aus der Tschechoslowakei. Alles Ringer aus den damals das Weltgeschehen beherrschenden Ostblockstaaten. Der Titelgewinn von Roman Wrocławski war also hochverdient.
1983 konnte Roman Wrocławski diesen Titel nicht verteidigen. Er schied bei der Weltmeisterschaft in Kiew frühzeitig aus und belegte im Schwergewicht nur den 11. Platz. 1984 wollte Roman Wrocławski 1984 versuchen auch Olympiasieger zu werden. Er hatte aber schon bei der Europameisterschaft dieses Jahres in Jönköping großes Pech, denn er verletzte sich in seinem ersten Kampf gegen Thomas Horschel aus der DDR so schwer, dass er aufgeben musste. An der Teilnahme an den Olympischen Spielen 1984 in Los Angeles hinderte ihn schließlich der Boykott dieser Spiele durch die Ostblockstaaten.
Seine letzten Starts bei internationalen Meisterschaften absolvierte Roman Wroclawski im Superschwergewicht. 1986 bei der Europameisterschaft in Athen kam er dabei hinter Nikola Dinew aus Bulgarien, Nikolai Makarenko aus der UdSSR u. Tomas Johansson aus Schweden auf einen guten 4. Platz. Bei der Weltmeisterschaft 1987 in Clermont-Ferrand belegte er aber nur den 11. Platz. Nach einem 7. Platz bei den Olympischen Spielen 1988 in Seoul beendete er seine internationale Ringerlaufbahn.

## Internationale Erfolge
(WM = Weltmeisterschaft, EM = Europameisterschaft, GR = griech.-röm. Stil, F = freier Stil, Hs = Halbschwergewicht, S = Schwergewicht, SS = Superschwergewicht, damals bis 90 kg, 100 kg u. 130 kg Körpergewicht)
- 1974, 5. Platz, Junioren-EM (Espoirs) in Haparanda, GR, Hs, hinter Georgi Petkow, Bulgarien, Airapet Minassjan, UdSSR, Hans-Günter Klein, BRD u. Laszlo Kiraly, Ungarn u. vor. Petre Dicu, Rumänien;

- 1975, 3. Platz, Junioren-WM (Espoirs) in Chaskowo, GR, Hs, hinter Loos, UdSSR u. Valentin Stanojew, Bulgarien u. vor Rolf Morsing, Schweden und Pedro Pawlidis, BRD;

- 1976, 9. Platz, EM in Leningrad, GR, Hs, mit einem Sieg über Petre Dicu u Niederlagen gegen Aslan Aslan, Türkei u. Frank Andersson, Schweden;

- 1977, 4. Platz, EM in Bursa, GR,Hs, mit Siegen über Aslan Aslan, Darko Nišavić, Jugoslawien u. Hans-Günter Klein u. Niederlagen gegen Airaped Minsojan u. Frank Andersson;

- 1979, 7. Platz, EM in Bukarest, GR, Hs, mit Siegen über Aslan Aslan u. Giuseppe Vitucci, Italien und Niederlagen gegen Norbert Növényi, Ungarn u. Iwan Petrow, Bulgarien;

- 1981, 3. Platz, Großer Preis der Bundesrepublik Deutschland in Aschaffenburg, GR, S, hinter Nikolai Inkow, UdSSR u. Hans-Günter Klein u. vor József Farkas, Ungarn, Roger Öberg, Schweden und Josef Tertelj, Jugoslawien;

- 1981, 5. Platz, EM in Göteborg, GR, S, mit Siegen über Tamás Gáspár, Ungarn u. Georgios Pikilidis, Griechenland u. Niederlagen gegen Andrej Dimitrow, Bulgarien u. Christer Gulldén, Schweden;

- 1981, 3. Platz, Studenten-WM in Bukarest, GR, S, hinter Michail Saladse, UdSSR u. Vasile Andrei, Rumänien u. vor Georgios Pikilidis u. Rene Vidal, Kuba;

- 1981, 5. Platz, Studenten-WM in Bukarest, F, SS, hinter Bruce Baumgartner, USA, Sergej Stoitchew, Bulgarien, Nikolai Skripkin, UdSSR u. Andrei Ianko, Rumänien

- 1981, 3. Platz, WM in Oslo, GR, S, mit Siegen über Christer Gulldén, Geir Olsen, Norwegen u. Andrej Dimitrow u. Niederlagen gegen Tamás Gáspár und Gregory Gibson, USA;

- 1982, 1. Platz, WM in Kattowitz, GR, S, mit Siegen über Vasile Andrei, Rumänien, Andrej Dimitrow, Nikolai Inkow, Josef Tertelj u. Vladislaw Bojko, Tschechoslowakei;

- 1983, 11. Platz, WM in Kiew, GR, S, Sieger: Andrej Dimitrow vor Josef Tertelj u. Viktor Awdyschew, UdSSR;

- 1984, unpl., EM in Jönköping, GR, S, Aufgabe nach einer Verletzung im ersten Kampf gegen Thomas Horschel, DDR;

- 1986, 4. Platz, EM in Athen, GR, SS, hinter Nikola Dinew, Bulgarien, Nikolai Makarenko, UdSSR u. Tomas Johansson, Schweden u. vor László Tóth, Ungarn u. Ioan Grigoraș, Rumänien;

- 1987, 11. Platz, WM in Clermont-Ferrand, GR, SS, Sieger: Igor Rostorotsky, UdSSR vor Tomas Johansson u. Rangel Gerowski, Bulgarien

- 1988, 7. Platz, OS in Seoul, GR, SS, Niederlage gegen Rangel Gerowski